# ماليي ميلي بيانقو
ماليي ميلي بيانقو (بالتركية: Maliye Milli Piyango)‏ هو نادي رياضي في تركيا، يقع مقره في أنقرة. ينشط النادي في رياضات عدة مثل كرة السلة، كرة اليد، التايكوندو والكرة الطائرة. لديه فريق كرة يد للسيدات فاز بالبطولة الوطنية أربع مرات بين عامي 2007 و2010.